# Смертельное оружие 3
«Смертельное оружие 3» (англ. Lethal Weapon 3) — художественный фильм Ричарда Доннера, снятый в США в 1992 году. Это третья часть франшизы «Смертельное оружие».

## Сюжет
Офицеры полиции Мартин Риггс (Мел Гибсон) и Роджер Мерта (Денни Гловер) прибывают к зданию, которое, предположительно, является заминированным. В результате их манипуляций со взрывным устройством бомба детонирует и разрушает здание. За свой проступок детективы разжалованы в патрульные. Ведя своё первое дежурство, детективы становятся свидетелями ограбления инкассаторов и вмешиваются. Начинается погоня, по результатам которой один преступник скрывается, а другого арестовывают.
Мерта пытается продать свой дом, в чём ему помогает Лео (Джо Пеши), однако без особого успеха — из-за событий, случившихся в доме ранее, его не хотят покупать. Сына Мерта, Ника, приглашают в банду его друзья по школе, но он даёт обещание отцу не вступать. Тем временем, сбежавший грабитель погибает на строительной площадке от рук своего нанимателя — застройщика по имени Трэвис. Всё это случается на глазах его делового партнёра, покупателя оружия и патронов.
Дочь Мерта продолжает сниматься. Видя, как её взяли в заложники, Риггс сбивает напавшего, но понимает, что его пистолет резиновый и он на съёмочной площадке. Он с трудом улаживает конфликт с недовольным режиссёром. Пули из оружия, взятого у грабителя, оказываются способны пробивать бронежилеты, о чём Риггс сообщает остальным полицейским.
Риггс и Мерта хотят расспросить незадачливого грабителя, узнав, где он сумел достать такое вооружение. В результате они знакомятся с детективом Лорной Коул (Рене Руссо) из отдела внутренних расследований. Их встреча заканчивается выяснением отношений у начальника Мёрфи (Стив Кахан), который решает восстановить детективов и дать им возможность допросить задержанного. Но в это время в участок приезжает Трэвис, который, представившись сержантом и, пройдя к задержанному, убивает его тремя выстрелами. Благодаря камере, спрятанной в помещении, его опознают как лейтенанта Джека Тревиса (Стюарт Уилсон), который исчез во время дежурства.
Лео рассказывает Риггзу о термитах и знакомстве с Трэвисом. Лео и Риггз идут на хоккейную арену, где Лео пытается схватить Трэвиса, но получает ранение. Риггз укрывается у друга Мерта, где на них нападает банда. Мерта убивает одного из них, Даррела, друга его сына. Лорна Коул находит Риггза и предлагает сотрудничество. Они находят место работы покойного преступника, где на них нападают. Лорна спасает Риггза, а он заводит новую собаку.
Мерта напивается и не выходит на работу. Риггз и Мерта ссорятся и падают в воду. На похоронах Даррела его отец просит найти виновных. Мерта ищет зацепки и находит преступников. Лорна помогает ему. Трэвис берет в заложники Мёрфи и ворует оружие со склада. Риггз и Мерта преследуют его. Риггз падает с моста, но выживает. Лео находит место строительства Трэвиса. Риггз поджигает его, Лорна ранена, но жива. Риггз убивает Трэвиса.
Фильм заканчивается сценой, где Риггз и Лорна вместе.

## В ролях
| Актёр              | Роль                  |
| ------------------ | --------------------- |
| Мел Гибсон         | Мартин Риггс          |
| Дэнни Гловер       | Роджер Мерта          |
| Джо Пеши           | Лео Гетс              |
| Рене Руссо         | Лорна Коул            |
| Стюарт Уилсон      | Джек Трэвис           |
| Рекс Линн          | Агент ФБР Майкл Риггс |
| Стив Кэхэн         | Капитан Эд Мёрфи      |
| Мэри Эллен Трейнор | доктор Стефани Вудс   |

## Премии и награды
- Две премии канала «MTV» в 1993 году — «Лучший экранный дуэт» (Мел Гибсон, Дэнни Гловер) и «Лучшая экшн-сцена».
- Три номинации на премию канала «MTV» в 1993 году: «Лучшая песня» — «It’s Probably Me» (Стинг и Эрик Клэптон), Лучший поцелуй (Мел Гибсон, Рене Руссо) и Самый желанный мужчина (Мел Гибсон)
- Премия «BMI Film Music Award» в 1993 году — «Лучшая музыка к фильму» (Майкл Кеймен, Стинг и Эрик Клэптон)
- Номинация на премию «Grammy» в 1993 году в категории «Лучшая песня» — «It’s Probably Me» (Майкл Кеймен, Стинг и Эрик Клэптон)